# 키엘
키엘(Kiehl's)은 미국의 화장품 브랜드다. 주로 프리미엄 피부, 모발, 신체 관리 제품을 다룬다. 여성을 주 고객층으로 삼고 있으며 단순하면서도 간단한 제품 포장기법을 택하였다는 점에서 마케팅 측면에서 다른 기업들과 차별화된다.

## 역사
1851년 존 키엘(John Kiehl)이 뉴욕 맨해튼 3번 대로에 동종요법을 다루는 약국을 열면서 등장했다.